# Eriosorus lechleri
Eriosorus lechleri là một loài thực vật có mạch trong họ Adiantaceae. Loài này được (Kuhn) A.F. Tryon miêu tả khoa học đầu tiên năm 1963.